# Schistomitrium heterophyllum
Schistomitrium heterophyllum là một loài rêu trong họ Dicranaceae. Loài này được M. Fleisch. mô tả khoa học đầu tiên năm 1912.